# Atletika na Letních olympijských hrách 1908 – 400 metrů muži
 Běh na 400 metrů mužů na Letních olympijských hrách 1908 finále se uskutečnilo  23. července v Londýně. Finále se konalo 23. července 1908. Po diskvalifikaci John Carpenter bylo druhé finále se uskutečnilo 25. července.

## Výsledky prvního finálového běhu
| *                | jméno             | země                   | čas     |
| ---------------- | ----------------- | ---------------------- | ------- |
| Zlatá medaile    | John Carpenter    | Spojené státy americké | 47,8    |
| Stříbrná medaile | Wyndham Halswelle | Velká Británie         | neznámý |
| Bronzová medaile | William Robbins   | Spojené státy americké | neznámý |
| 4                | John Taylor       | Spojené státy americké | neznámý |

## Výsledky opakovaného finálového běhu
| *                | jméno             | země                   | čas     |
| ---------------- | ----------------- | ---------------------- | ------- |
| Zlatá medaile    | Wyndham Halswelle | Velká Británie         | 50,0    |
| Stříbrná medaile | William Robbins   | Spojené státy americké | neběžel |
| Bronzová medaile | John Taylor       | Spojené státy americké | neběžel |
| 4                | John Carpenter    | Spojené státy americké | DNS     |